# شانون مكينتوش
شانون مكينتوش (بالإنجليزية: Shannon McIntosh)‏ هي سائق سيارة سباق ومهندسة أمريكية، ولدت في 24 يوليو 1989 في مياميسبيرغ في الولايات المتحدة.

## وصلات خارجية
- الموقع الرسمي